# Legh Richmond
Legh Richmond (Liverpool, 29 gennaio 1772 – Turvey, 5 maggio 1827) è stato un religioso e scrittore inglese.

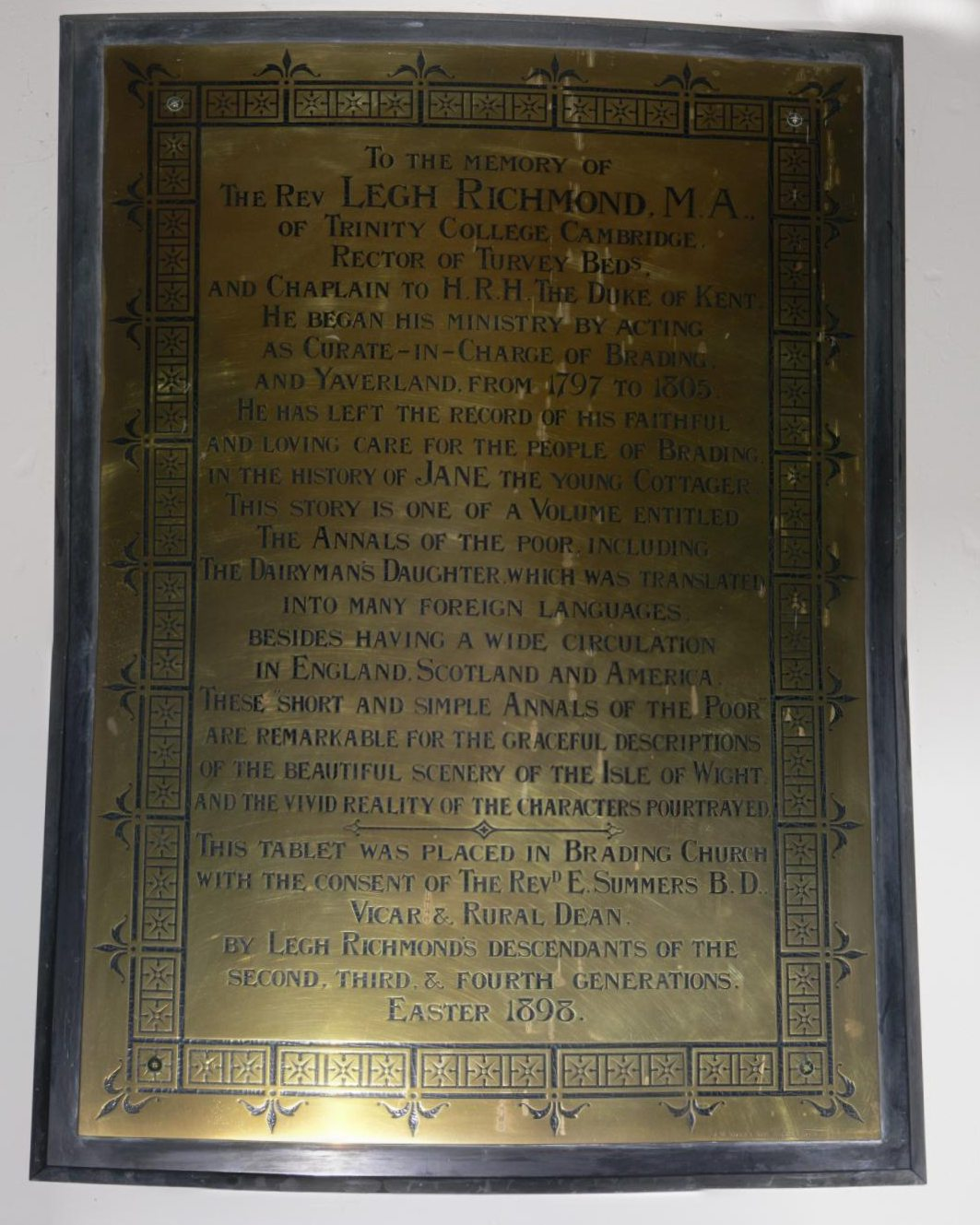
Placca commemorativa di Richmond alla chiesa di Brading

Richmond nacque nel 1772 a Liverpool e studiò al Trinity College di Cambridge. Nel 1798 fu nominato sacerdote anglicano della St. Mary's Church di Brading e della St. John the Baptist Church di Yaverland sull'Isola di Wight. Fu fortemente influenzato dalla visione pratica del cristianesimo di William Wilberforce ed ebbe grandi interesse in istituzioni come la British and Foreign Bible Society e Church Mission Society.
Nel 1805 divenne assistente-cappellano al Lock Hospital di Londra, e rettore di Turvey dove rimase fino al giorno della sua morte, il 5 maggio 1827. Richmond fu anche un noto scrittore. Il suo scritto più famoso è La figlia del lattaio (The Dairyman's Daughter), che ebbe quattro milioni di copie in diciannove lingue. I suoi scritti, narranti la vita dei villaggi e il rapporto con la religione cristiana, furono raccolti in un'unica edizione intitolata gli Annali dei Poveri (Annals of the Poor). Fu anche curatore di opere teologiche.